# Pedro Muñoz de la Torre
Pedro Muñoz de la Torre (Torreón, Coahuila; 19 de octubre de 1966) es un exfutbolista y entrenador mexicano, que jugó como defensa central en el Club Santos Laguna de la Primera División de México.

## Trayectoria
Pedro Muñoz nació en Torreón, Coahuila y exalumno del equipo local Santos Laguna. Para la selección absoluta, que aparece en la segunda división, fue incorporado como veinte años y ya en su primera temporada, 1987/1988, fue ascendido de su equipo en la máxima categoría. El debut en Primera División de México para el entrenador término Carlos Ortiz 4 de junio de 1989 en un empate 0-0 con Necaxa, sino en los campos aparecen de forma esporádica y después de unos meses se fue a préstamo a la segunda división anual Atlético Tecomán . Después de regresar a Santos Laguna a la vez ganado un cierto lugar en el once inicial y 3 de mayo de 1992 en un partido por 3-1 ante el Morelia anotó el primer gol en la liga. En la temporada 1993/1994 consiguió el subcampeonato nacional.
En el Torneo Invierno 1996 ganó su primer campeonato de liga con el club. El primero de estos éxitos repitió unos años más tarde, en la fase del Torneo Verano 2000, pero ya en un papel de sustituto. Jugó para Santos por doce años convirtiéndose en el futbolista con más años jugando para el club, jugando 241 partidos de Liga y marcó 16 goles. Salió de la institución al final del Torneo Invierno 2000.
En el Torneo Verano 2001, después de seis meses de desempleo, Muñoz firmó un contrato con Querétaro en la segunda división, donde pasó los siguientes seis meses, y luego se fue a otro club que aparece en el mismo nivel, Tampico Madero FC. También apareció durante medio año, y luego también fue traspasado al CD Irapuato, que en su primera temporada, Invierno 2002, ganó el Campeonato de Primera División A, que al final de la competencia 2002/2003 dio lugar a un ascenso a la primera división del club. No era uno de los jugadores más experimentados en el equipo, pero no era más que un papel de sustituto de profundidad, y después de la temporada 2003/2004 se redujo de Irapuato de nuevo a la parte posterior de la primera división. Finalizó su carrera en el fútbol profesional a la edad de 38 años.
Años después fue director técnico en distintas categorías de fuerzas básicas del Club León.
Actualmente es Director Técnico del Club Calor de Monclova de la segunda premier Mexicana.

## Clubes

### Como jugador
| Club                       | País   | Periodo   | PJ  | Goles |
| -------------------------- | ------ | --------- | --- | ----- |
| Club Santos Laguna         | México | 1987-2000 | 241 | 16    |
| Atlético Tecomán           | México | 1990-1991 | 0   | 0     |
| Querétaro Fútbol Club      | México | 2001      | 0   | 0     |
| Tampico-Madero Fútbol Club | México | 2002      | 9   | 0     |
| Club Irapuato              | México | 2003-2004 | 25  | 2     |

### Como entrenador
| Club                                  | País   | Periodo       |
| ------------------------------------- | ------ | ------------- |
| Santos Laguna (divisiones inferiores) | México | 2007-2010     |
| Club León (divisiones inferiores)     | México | 2010-2014     |
| Coras de Tepic Premier                | México | 2016          |
| La Piedad                             | México | 2016          |
| Constructores de Gómez Palacio        | México | 2017-2018     |
| Atalanta FC                           | Italia | 2019-presente |

## Estadísticas

### Clubes
| Club                    | Div        | Temporada | Liga  | Liga  | Copas nacionales(1) | Copas nacionales(1) | Torneos internacionales(2) | Torneos internacionales(2) | Total | Total | Media goleadora(3) |
| Club                    | Div        | Temporada | Part. | Goles | Part.               | Goles               | Part.                      | Goles                      | Part. | Goles | Media goleadora(3) |
| ----------------------- | ---------- | --------- | ----- | ----- | ------------------- | ------------------- | -------------------------- | -------------------------- | ----- | ----- | ------------------ |
| C. Santos Laguna México |            |           |       |       |                     |                     |                            |                            |       |       |                    |
| 1.ª                     | 1988-89    | 1         | 0     | -     | -                   | -                   | -                          | 1                          | 0     | 0     |                    |
| 1.ª                     | 1989-90    | 6         | 0     | -     | -                   | -                   | -                          | 6                          | 0     | 0     |                    |
| 1.ª                     | 1991-92    | 37        | 1     | 3     | 0                   | -                   | -                          | 40                         | 1     | 0.03  |                    |
| 1.ª                     | 1992-93    | 35        | 3     | -     | -                   | -                   | -                          | 35                         | 3     | 0.09  |                    |
| 1.ª                     | 1993-94    | 19        | 1     | -     | -                   | -                   | -                          | 19                         | 1     | 0.05  |                    |
| 1.ª                     | 1994-95    | 26        | 1     | 1+    | 0                   | 2                   | 0                          | 29                         | 1     | 0.03  |                    |
| 1.ª                     | 1995-96    | 28        | 5     | 2     | 1                   | -                   | -                          | 30                         | 6     | 0.2   |                    |
| 1.ª                     | 1996-97    | 37        | 2     | 2+    | 1                   | -                   | -                          | 39                         | 3     | 0.08  |                    |
| 1.ª                     | 1997-98    | 13        | 0     | -     | -                   | -                   | -                          | 13                         | 0     | 0     |                    |
| 1.ª                     | 1998-99    | 21        | 0     | 3     | 0                   | -                   | -                          | 24                         | 0     | 0     |                    |
| 1.ª                     | 1999-00    | 17        | 3     | -     | -                   | -                   | -                          | 17                         | 3     | 0.18  |                    |
| 1.ª                     | 2000       | 1         | 0     | -     | -                   | -                   | -                          | 1                          | 0     | 0     |                    |
| Total club              | Total club | 241       | 16    | 11    | 2                   | 2                   | 0                          | 254                        | 18    | 0.07  |                    |

## Palmarés

### Campeonatos nacionales
| Título                     | Club          | País   | Año           |
| -------------------------- | ------------- | ------ | ------------- |
| Primera División de México | Santos Laguna | México | Invierno 1996 |
| Primera A                  | Irapuato      | México | Apertura 2002 |

- Datos: Q2646584